# Villa e fattoria di Petrognano
La villa e fattoria di Petrognano sono un complesso storico nel comune di Capannori, in via di Petrognano 13.

## Storia e descrizione
La via di Petrognano divide in due i due nuclei, signorile e agricolo, dell'insediamento rurale di Petrognano, composto da più corpi di fabbrica e da circa 150 ettari di terreno. La villa vera e propria, già delle famiglie Donati e Borromei e oggi dei conti Gambaro, risale al XVII secolo, ed ha una pianta rettangolare, affacciata a ovest su un prato all'inglese, e ad est su due terrazze panoramiche, una delle quali ospita un giardino all'italiana. Il giardino ospita un paio di fontane con statue e mascheroni, e una rimessa che un tempo fu forse cappella gentilizia.
Sull'altro lato della strada si trova la fattoria, che componeva un borgo rurale in cui si trovava una fontana pubblica (tuttora esistente e funzionale), un lavatoio, un frantoio, una cantina e altri complessi abitativi e lavorativi per i contadini.
Villa e fattoria sono sottoposte a vincolo architettonico come beni di interesse nazionale, ai sensi della legge 1089.